# イ・ファソン
イ・ファソン（Lee Hwa-Seon、李 花善、이화선、1980年2月29日 - ）は韓国のモデル、女優である。淑明女子大学校経済学部卒。

## 人物
- 大学在学中に2000年韓国スーパーモデル大会でフジージア賞を受賞。同年にSBSドラマ『@かたつむり』でゲストとしてデビューした。
- 2004年に女優で初めてカーレーサーとなり、2009年の競技で並み居る男性レーサーを抑え準優勝となり、同年8月にスキンダイビングを挑戦した[3]。
- 2007年に映画『セックス・イズ・ゼロ2』で映画デビューを果たし、2008年9月6日に第16回利川春史大賞映画祭新人女優賞を受賞した[4]。
- 2010年2月に京畿国際航空展広報大使[5]を機に、軽飛行機パイロットの資格試験に挑戦。同年5月に筆記試験に合格。20時間の飛行教育を経て、2011年4月29日に京畿国際航空店滑走路で試験を受け合格。芸能人初の軽飛行機パイロットとなる[3]。
- 2011年3月にはF1コリアグランプリ広報大使に就任した[6]。
- 2014年4月15日に起きたセウォル号沈没事故後、哀悼するために絵で黄色いリボンキャンペーンに参加。フェイスブックで紹介された[7]。
- 2019年4月に実妹が膵臓癌でなくなった。生前はYouTuberとして活躍した[8]。
- 2020年12月28日にSBS Plus（朝鮮語版）のトーク番組「ご飯は食べているの-カン・ホドンのご飯の力」にゲスト出演。芸能界活動よりレーシングを専念した理由や妹の死のことを語った[9]。

カーレーサー
本業だけでなく、カーレーサーとして活躍、2009年に俳優リュ・シウォンが率いるレーシングチーム「R-STARS」のメンバーとして、韓国芸能界で初の女性プロカーレーサーとなった。

## 出演作品

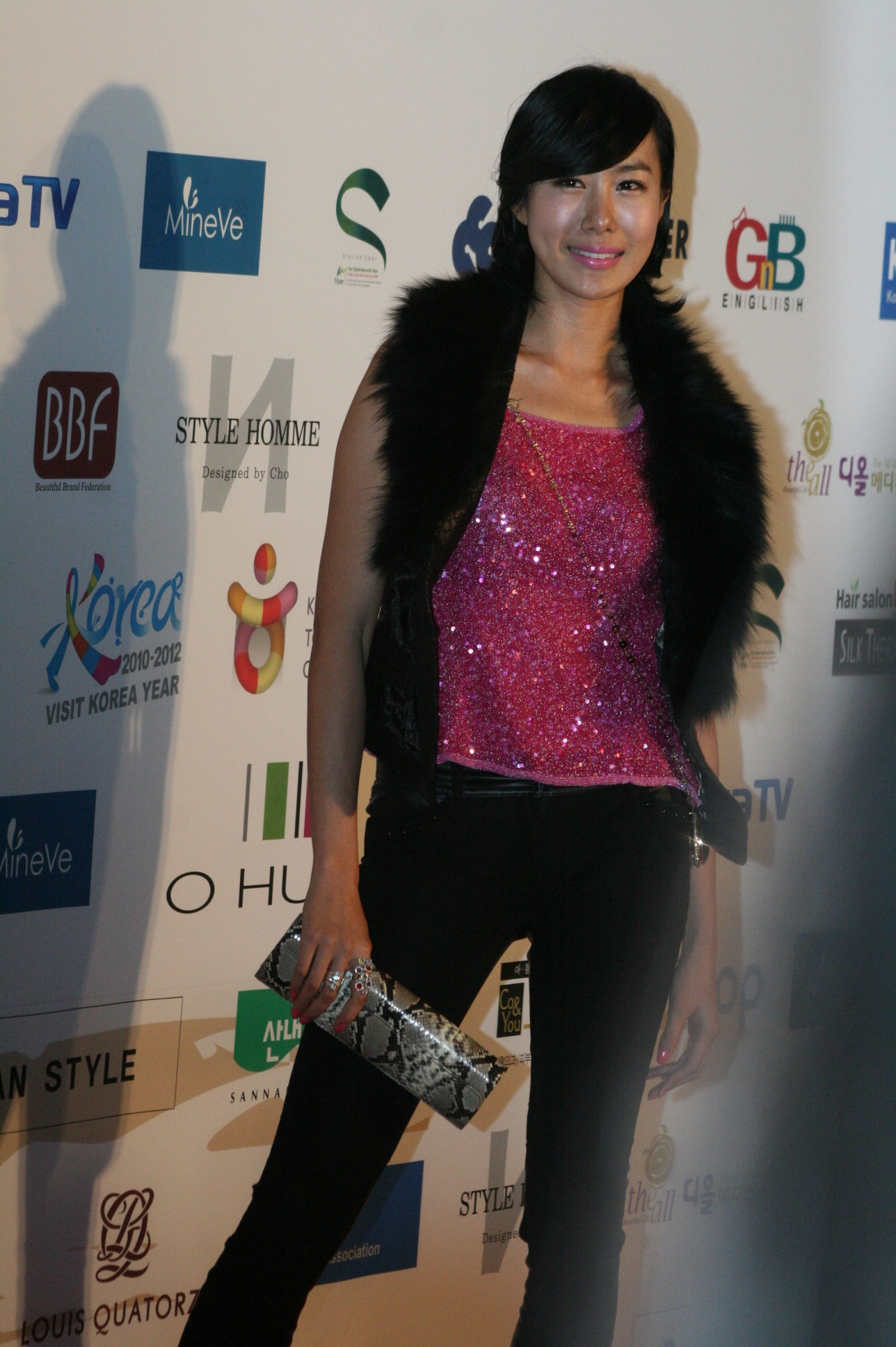
2009年撮影

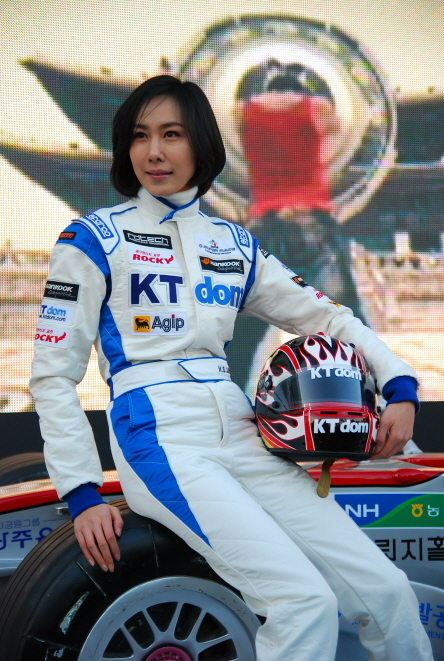
2010年撮影

### テレビドラマ
- @かたつむり（SBS、2000年）
- 双子の家（KBS、2001年）
- いつもドキドキ〜仁川空港恋物語〜（KBS、2002年）
- 朝鮮からきました（MBC、2004年）
- ぶどう畑のあの男（KBS、2006年）

### 映画
- ミスター主婦クイズ王（2005年）
- ミスターロビンの口説き方（2006年）
- セックス・イズ・ゼロ2（英語版）（2007年）
- 結婚式の後に（2009年）